# Links 2-3-4
"Links 2-3-4" is een nummer van de Duitse Neue Deutsche Härte band Rammstein, afkomstig van het derde studioalbum Mutter (Moeder).

## Songtekst
De tekst van Links 2-3-4 werd geschreven na de vele verwijten van verscheidene media aan het adres van de band. Deze verwijten waren veelal dat de bandleden aanhangers zouden zijn van het fascisme/nazisme.
Een essentiële passage uit het nummer is:
"Sie wollen mein Herz am rechten Fleck
doch seh ich dann nach unten weg
da schlägt es links"
Vertaald:
"Ze willen mijn hart op de rechterplek
maar kijk ik dan omlaag
dan slaat het links"
Wat de band hiermee wil zeggen is dat zij politiek links georiënteerd zijn. Dit wordt nog extra kracht bij gezet met de kreet "Links 2-3-4". Het veelvoudig herhaalde "Links" stamt uit de jaren 30 en was een kreet van de Duitse Communistische Partij (KPD).
In plaats van het gebruikelijke zwei (Duits voor twee), wordt er zwo gebruikt. De voornaamste reden hiervan is de rijm. Daarnaast is zwo een gebruikelijke term binnen Duitstalige legers. Het wordt gebruikt om niet verward te raken met drei (drie).

## Videoclip
De videoclip werd volledig ontworpen met behulp van CGI, waarin de strijd tussen een kolonie mieren en de aanvallende kevers plaatsvindt. Tussendoor worden er beelden vertoond van de band op een scherm in een theater in de wereld van de mieren. Aan het einde van de video winnen de kleine mieren van hun grote tegenstander en verplaatst de camera het beeld waarbij een rechter mensenhand, krioelend onder de mieren, zichtbaar wordt op de grond.

## Tracklist
De single bevat naast het titelnummer, het voorheen niet uitgebrachte Hallelujah. Dit nummer gaat over een pedofiele priester en is opgenomen tijdens de Mutter-sessies.
Naast een jewelcase-single van Links 2-3-4 werd er tevens een dvd-versie uitgebracht die, naast de normale inhoud, ook beeldmateriaal bevat met de videoclip van Links 2-3-4, een film over de totstandkoming van de video, een fotocollage en extra videoclips voor de remixen. De videoclip en de opnamen achter de schermen verschenen later op de dvd Lichtspielhaus.

### Jewelcase Single
1. "Links 2-3-4" – 3:43
2. "Halleluja" – 3:46
3. "Links 2-3-4" (Clawfinger Geradeaus Mix) – 4:28
4. "Links 2-3-4" (Technolectro Mix) – 5:58
5. "Links 2-3-4" (Hard Rock Cafe Bonus Mix) – 3:43

### DVD Maxi-Single
Audio
1. "Links 2-3-4" – 3:43
2. "Halleluja" – 3:46
3. "Links 2-3-4" (Clawfinger Geradeaus Mix) – 4:28
4. "Links 2-3-4" (Technolectro Mix) – 5:58
5. "Links 2-3-4" (Hard Rock Cafe Bonus Mix) – 3:43

Video
1. "Links 2-3-4" (Video) – 3:37
2. "Links 2-3-4" (The Making of)
3. Photo gallery